# Owen Harper
Owen Harper, docteur en médecine, est un personnage fictif de la série télévisée britannique Torchwood, une série dérivée de Doctor Who, produite par la BBC. Il est interprété par Burn Gorman. 

## Caractérisation du personnage
Owen est médecin et agent de terrain pour Torchwood 3. C'est un personnage cynique, assez imbu de sa personne et assez égocentrique. Étrangement, alors qu'il a peu de tact et un physique "typé", il réussit à passer pour un Don Juan en séduisant ses collègues comme Gwen Cooper ou Suzie Costello et en devenant la cible amoureuse de sa troisième collègue Toshiko Sato.

## Histoire du personnage
Owen a été recruté par Jack Harkness peu de temps après avoir vu sa fiancée mourir d'un anévrisme foudroyant, dû à l'absorption de son cerveau par un parasite extra-terrestre (cf. épisode Fragments). 

### 1resaison
Dès le premier épisode, on aperçoit Owen utiliser un spray alien afin de coucher avec des femmes, et peut-être un homme, rencontrés dans les bars. Si l'impulsivité du personnage est mise en scène dans l'épisode Machine fantôme, on en apprend assez peu sur lui jusqu'à l'épisode La Récolte et sa relation avec Gwen Cooper. Dans l'épisode suivant (Cadeaux grecs), on découvre que Tosh est secrètement amoureuse de lui et dans Ils tuent encore Suzie, c'est sa liaison avec Suzie Costello datant d'avant le début de la série qui est révélée. 
Le personnage subit une importante évolution à partir de la fin de la saison avec l'épisode Hors du temps lors duquel il tombe amoureux d'une femme nommée Diane Holmes dont la disparition à travers une faille de l'espace temps va l'obséder. On voit d'abord le personnage traverser une phase de deuil dans laquelle il cherchera le suicide (Combat) avant de chercher par tous les moyens à la retrouver quitte à se rebeller et tuer son chef en fin de saison. (La Fin des temps)

### 2esaison
Le personnage d'Owen se fait tout d'abord assez discret, même si c'est l'un des premiers à reprocher l'absence inexplicable de Jack dans l'épisode (Le Retour de Jack). À partir de l'épisode suivant (Sleeper), le béguin secret de Toshiko pour lui est relancé dans l'intrigue, parfois de façon comique (Adam).
Dans l'épisode (Reset), il rencontre le personnage de Martha Jones, ex-coéquipière de Jack et également médecin. Après avoir sauvé sa vie menacée par un extra-terrestre logé dans son ventre, Owen et l'équipe sont interpellés par le Dr Aaron Copley (interprété par Alan Dale) qui est l'origine des extra-terrestres qui grossissent dans le corps humain et s'apprête à tuer tous les membres de Torchwood pour se venger. Owen essaie de le raisonner, mais le Dr Copley n'entend pas raison et lui tire dessus. Jack Harkness tue alors Copley et toute l'équipe se réunit autour d'Owen qui agonise. La balle semble s'être logée dans un de ses poumons et l'équipe ne peut rien faire. Il meurt dans les bras de Jack, les yeux grands ouverts.
Dans l'épisode suivant, Martha s'apprête à faire l'autopsie du corps, mais Jack Harkness décide d'utiliser le Gant de la résurrection pour que tous puissent lui dire au revoir. Owen revient donc à la vie, pour normalement moins de deux minutes, et c'est là que Tosh lui avoue son amour. Jack demande le code de la morgue à Owen, ce qui l'énerve au plus haut point, et le prépare à la mort. Son pouls cesse, mais Owen est toujours là. Comme tout le monde l'avait craint, Owen n'est pas mort, et est revenu à la vie. Ce que croit le personnage, avant de se rendre compte qu'il a toujours une trace de balle sur lui, et que son cœur ne bat plus, et il se rend également compte qu'il n'a plus besoin de manger, dormir, boire, et ne peut plus se le permettre, car son système digestif ne fonctionne plus. Owen sera victime de quelques petites blessures, notamment l'os du petit doigt brisé, par ses soins, auxquelles il ne pourra jamais cicatriser. Owen ne respire plus, comme le montre l'épisode La Vie après la mort où il ne peut insuffler de l'air à un mourant, ou dans Le Dernier Souffle.
Jusqu'à la fin de la saison, les particularités de sa condition sont utilisées : les Weevils se détournent sur son passage, car "c'est le Dieu des Weevils".
Owen est donc dans son corps, sans que celui-ci fonctionne. Seuls ses muscles marchent encore, car il peut toujours marcher, parler, voir, entendre.
Dans le dernier épisode de la saison, La Faille, il est bloqué malgré lui dans une centrale nucléaire, qu'il a empêché d'exploser grâce à l'aide de Tosh, au téléphone. Elle lui explique qu'un liquide irradié remplira la pièce et Owen comprend qu'il verra son corps se décomposer. C'est alors qu'ils se remémorent leur collaboration à Torchwood et Owen présente ses excuses pour ne pas avoir été plus attentif aux sentiments de Tosh.
La salle lance alors la procédure de refroidissement de la centrale, Owen se prépare, et la scène se termine par un fondu au blanc. On comprend que c'est la fin définitive du personnage.